# Hans Preiss (Buchhändler)
Hans Preiss (* 4. Juli 1891 in Berlin; † 1. Januar 1949 in London) war ein deutsch-britischer Buchhändler.

## Leben und Tätigkeit
Seine Schulzeit absolvierte Preiss am Luisenstädtischen Realgymnasium in Berlin, wo er zu Ostern 1910 das Abitur bestand. Anschließend studierte er Rechts- und Staatswissenschaften an den Universitäten Freiburg im Breisgau und Berlin. Am 23. November 1913 bestand er am Königlichen Kammergericht in Berlin die 1. Juristische Staatsprüfung. Danach wurde er dem Königlichen Amtsgericht in Crossen überwiesen, wo er bis zum Ausbruch des Ersten Weltkriegs verblieb.
Am 4. August 1914 trat Preiss als Kriegsfreiwilliger in das Telegraphen-Bataillon Nr. 5 ein und nahm von Januar 1915 bis September 1916 am Feldzug gegen Russland teil. Eine Schussverwendung, die er 1916 oder 1917 an der rumänischen Grenze bei Kronstadt, wo er als Vizewachtmeister der Reserve eingesetzt wurde, erlitt, führte zu einem längeren Lazarettaufenthalt, gefolgt von einer Versetzung an die Westfront, wo er aufgrund der Verschlimmerung seiner Wunde erneut in ein Lazarett kam. Während diesem Lazarettaufenthalt stellte er 1918 seine von Albert Coenders betreute Dissertation über die Konkursmasse als Prozesspartei fertig, mit der er in diesem Jahr an der Universität Greifswald zum Dr. jur. promoviert.
Seit 1920 war Preiss Inhaber der 1912 gegründeten Juristischen Verlagsbuchhandlung in der Dorotheenstraße 4 in Berlin-Mitte. Als Antiquar war er spezialisiert auf Literatur zu den Themen Jura, Staatswissenschaften, Rechts- und Wirtschaftswissenschaften. 1924 richtete der Laden eine eigene Abteilung für ausländische Bücher ein. Ab 1930 bereitete er eine Erweiterung seines Sortiments in den Bereich der schöngeistigen Literatur vor. Fritz Homeyer zufolge war Preiss, der außer Einzelkunden vor allem Universal- und Universitätsbibliotheken belieferte, als Antiquar „von besonderem Ansehen und Ruf“.
Aufgrund seiner Ablehnung der nationalsozialistischen Ideologie sowie aufgrund seiner (entfernt) jüdischen Abstammung siedelte Preiss wenige Wochen nach dem Machtantritt der Nationalsozialisten im Frühjahr 1933 unter Mitnahme seines Buchlagers nach Großbritannien über. Er ließ sich in London nieder, wo er mit Hilfe des Verlegers Stanley Unwin in die eingesessene Firma W.J. Bryce einstieg, innerhalb derselben er den International Bookstore gründete, eine auf deutschsprachige Literatur spezialisierte Buchhandlung, die in dem Haus 41a Museum Street (dem Gebäude von Unwins Verlag) nahe der British Library untergebracht wurde. 
Kunden von Preiss’ Londoner Buchhandlung waren vor allem deutschsprachige Emigranten in Großbritannien, die der International Bookstore mit Büchern in ihrer Muttersprache versorgte. In großem Umfang exportierte Preiss zudem Bücher in die Vereinigten Staaten, außerdem belieferte er britische Ministerien mit Material, insbesondere das nach dem Ausbruch des Zweiten Weltkriegs gegründete War Office.
Preiss’ Laden entwickelte sich bald zu einem der wichtigsten Treffpunkte der deutschen Emigranten in London, insbesondere Literaten gingen in ihm ein und aus, von denen viele auch persönlich mit Preiss befreundet waren. In den 1930er Jahren organisierte dieser dementsprechend zahlreiche Lesungen und Vortragsabende, bei denen emigrierte Schriftsteller wie Ernst Toller und Stefan Zweig in seinem Geschäft oder in größeren Versammlungssälen aus ihren neuen Werken lasen.
Preiss’ Laden, den das Zentralblatt für Buchhandel nach seinem Tod als „bedeutend“ und „weit über die Grenzen Englands angesehen“ bezeichnete, existierte noch bis mindestens 1981 unter der Adresse Bury Place.
Nach dem Kriegsausbruch wurde Preiss als feindlicher Staatsangehöriger zeitweise interniert, aber im September 1940 wieder freigelassen: auf Fürsprache von Unwin und des Board of Trade, des britischen Handelsministeriums, die ihm bescheinigten, willens und fähig zu sein, seinem Gastland einen wichtigen Dienst im Krieg zu leisten.
Vom Reichssicherheitshauptamt in Berlin wurde Preiss im Frühjahr 1940 auf die von dieser Dienststelle für den Fall einer erfolgreichen Invasion Großbritanniens zusammengestellte Sonderfahndungsliste G.B. gesetzt, ein Verzeichnis von Personen, die bei einer deutschen Besetzung des Landes automatisch und vorrangig von Sondereinheiten der SS verhaftet werden sollten, ein Umstand, der sich wohl aus Preiss’ Exponierung als Inhaber eines der wichtigsten Treffpunkte der nach Großbritannien geflohenen NS-Gegner ergab.

## Schriften
- Die Konkursmasse als Prozeßpartei, zugleich ein Beitrag zur Lehre vom Parteibegriff. Greifswald 1918 (Dissertation).